# Trichospira verticillata
Trichospira verticillata là một loài thực vật có hoa trong họ Cúc. Loài này được (L.) S.F.Blake miêu tả khoa học đầu tiên năm 1915.